# 소련의 역사 (1985년 ~ 1991년)
소비에트 연방은 미하일 고르바초프가 집권하고 난 뒤 대대적인 변화를 맞게 되었다. 우선 정부에 대한 비판을 허가하였으며, 페레스트로이카를 표방, 미국과의 지속적인 대화를 통해 해빙 조짐을 서서히 보이기 시작하게 되었다. 이 와중에서 고르바초프는 미국의 레이건 대통령과 만나 핵무기를 대폭 감축하는 데 합의하게 된다. 그리고 소련은 반세기 동안 적국이었던 대한민국과 1990년에 수교했다.
한편, 침체된 자국의 경제를 중흥시키기 위해 소련은 공산주의 종주국으로서의 자리를 포기한다고 선언했고 이는 중앙유럽 공산 국가들의 급속한 붕괴를 불러왔다.
그러나 이러한 고르바초프의 행동에 대해 두려움을 느꼈던 소련의 공산당(볼셰비키)과 국가보안위원회(KGB) 그리고 군과 군산복합체는 쿠데타를 일으켜 고르바초프를 권좌에서 몰아내려고 하였으나, 소련 국민들의 거센 반대에 부딪히면서 실패하였다.
쿠데타 저지 후, 옐친과 고르바초프는 소련의 미래에 대한 의견을 주고받았다. 옐친은 소련을 해체시키고, 새로운 독립국가들끼리의 연합을 구성하자고 제안하였으나, 고르바초프는 중앙정부의 힘을 최소화하는 것을 전제로 하여 소련을 존속시키자는 의견으로 맞섰다.
한동안 양측은 의견 차이를 두고 팽팽하게 대립하였으나, 결국 옐친의 뜻대로 되어 고르바초프는 1991년 크리스마스에 대통령 자리에서 물러나게 되었고, 70년간 세계를 호령하던 소비에트 연방은 붕괴되었고 12개 독립 국가로 구성된 독립 국가 연합(CIS)이 탄생하였다.

## 소련의 붕괴
굳을 대로 굳어 있던 동구권 공산주의 체제는 1980년대에 들어서면서 혼합경제에 비해서도 크게 뒤떨어지기 시작하였다. 1985년에 취임한 소련 서기장 미하일 고르바초프는 소련 개혁의 필요성을 깨닫고 취임과 동시에 페레스트로이카와 글라스노스트를 표방하면서 소련을 개혁 개방하기 시작하였다. 사실 이 개혁 개방의 목적은 공산주의의 유지와 동시에 공산주의의 결함을 없애기 위한 것이었지만, 이런 절충적 개혁 개방도 무서운 속도로 발전하는 혼합경제라는 호랑이를 한순간에 불러들인 셈이었다. 따라서 혼합경제의 갑작스러운 유입은 공산주의 체제를 뿌리째 뒤흔드는 계기가 되었고, 많은 소련 국민들은 공산주의를 버리길 원하였다.
변화의 흐름을 받아들여야만 했던 고르바초프는 결국 서기장에서 사임하고 국가보안위원회(KGB)와 소련군 그리고 소련 군산복합체를 해산한 동시에 소련의 붕괴만은 막으려 했으나 막지 못했다. 이로써 노동자와 농민, 인민 즉 프롤레타리아가 세운 세계 최초의 공산주의 국가 소련은 건국 70년 만에 붕괴되었다. 소련의 붕괴는 당시의 모든 공산주의 국가들에게 큰 충격을 주었다.

## 같이 보기
- 레이건 독트린
- 1989년 혁명